# Ba Nhĩ Đồ
Ba Nhĩ Đồ (tiếng Mãn: ᠪᠠᡵᡨᡠ, Möllendorff: bartu, tiếng Trung: 巴爾圖; 12 tháng 9 năm 1674 - 10 tháng 4 năm 1753) là một hoàng thân của nhà Thanh trong lịch sử Trung Quốc, người thừa kế 1 trong 12 tước vị Thiết mạo tử vương.

## Cuộc đời
Ba Nhĩ Đồ sinh vào giờ Hợi, ngày 13 tháng 8 (âm lịch) năm Khang Hi thứ 13 (1674), trong gia tộc Ái Tân Giác La. Ông là con trai thứ tư của Khang Lương Thân vương Kiệt Thư, mẹ ông là Trắc Phúc tấn Tát Khắc Đạt thị (薩克達氏). Ông là anh trai cùng cha khác mẹ của Khang Điệu Thân vương Xuân Thái.
Năm Khang Hi thứ 32 (1693), ông được phong làm Tam đẳng Phụ quốc Tướng quân (三等輔國將軍).
Năm Ung Chính thứ 3 (1725), nhậm Tông học Phó quản (宗學副管).
Năm thứ 12 (1734), cháu trai là Khang Tu Thân vương Sùng An qua đời, ông được thế tập tước vị Khang Thân vương (康親王) đời thứ 4, tức Lễ Thân vương đời thứ 7.
Năm Càn Long nguyên niên (1736), tháng 2, quản lý sự vụ Chính Hoàng kỳ Giác La học.
Năm thứ 18 (1753), ngày 7 tháng 3 (âm lịch), giờ Sửu, ông qua đời, thọ 78 tuổi, được truy thụy Khang Giản Thân vương (康简親王).

## Gia quyến

### Thê thiếp

#### Đích Phúc tấn
- Nguyên phối: Ngạc Trát thị (鄂卓氏), con gái của Hiệp lãnh Kỳ Sơn (奇山).
- Kế thất: Ngạc Trát thị (鄂卓氏), con gái của Hiệp lãnh Kỳ Sơn (奇山). Là chị/em gái của Nguyên phối.

#### Trắc Phúc tấn
- Chu thị (周氏), con gái của Chu Tứ Cách (周四格).
- Hạ thị (夏氏), con gái của Hạ Lục (夏六).
- Hạ thị (夏氏), con gái của Hạ Thế Hầu (夏世侯).
- Lý thị (李氏), con gái của Lý Tân (李新).

#### Thứ Phúc tấn
- Chu thị (周氏), con gái của Chu Đại (周大).
- Thân thị (申氏), con gái của Tam Cách (三格).
- Hạ thị (夏氏), con gái của Hạ Tứ Cách (夏四格).
- Hàn thị (韓氏), con gái của Hàn Lục (韓六).
- Cao thị (高氏), con gái của Cao Thái (高大).
- Thân thị (申氏), con gái của Thân Đạt (申達).

#### Thứ thiếp
- Trương thị (張氏), con gái của Trương Ngũ Điển (張五典).
- Ngô thị (吳氏), con gái của Ngô Tam Hỗ (吳三祜).
- Lý thị (李氏), con gái của Lý Chi Mậu (李芝茂).
- Hùng thị (熊氏), con gái của Hùng Nhị (熊二).

### Hậu duệ

#### Con trai
1. Mô Chương (謨章; 1698 – 1762), mẹ là Đích Phúc tấn Ngạc Trát thị. Được phong làm Phụng quốc Tướng quân (奉國將軍). Có bảy con trai.
2. Mô Tồn (謨存; 1702 – 1719), mẹ là Thứ Phúc tấn Chu thị. Làm tới chức Quan Lục phầm. Vô tự.
3. Mô Thành (謨成; 1709 – 1712), mẹ là Kế Phúc tấn Ngạc Trát thị. Chết yểu.
4. Mô Bổn (謨本; 1712 – 1759), mẹ là Kế Phúc tấn Ngạc Trát thị. Được phong làm Phụng quốc Tướng quân. Có mười một con trai.
5. Mô Hoành (謨宏; 1714 – 1730), mẹ là Kế Phúc tấn Ngạc Trát thị. Chết trẻ.
6. Mô Văn (謨文; 1718 – 1748), mẹ là Kế Phúc tấn Ngạc Trát thị. Có hai con trai.
7. Mô Thanh (謨聲; 1719 – 1721), mẹ là Kế Phúc tấn Ngạc Trát thị. Chết yểu.
8. Mô Vân (謨雲; 1721 – 1764), mẹ là Kế Phúc tấn Ngạc Trát thị. Được phong làm Tam đẳng Trấn quốc Tướng quân (三等鎮國將軍). Có bảy con trai.
9. Mô Thọ (謨壽; 1735 – 1739), mẹ là Thứ Phúc tấn Thân thị (con gái của Tam Cách). Chết yểu.
10. Mô Dụ (謨裕; 1735 – 1737), mẹ là Thứ thiếp Hùng thị. Chết yểu.
11. Mô Diệu (謨耀; 1735 – 1736), mẹ là Thứ Phúc tấn Thân thị (con gái của Thân Đạt). Chết yểu.
12. Mô Thái (謨泰; 1735 – 1738), mẹ là Trắc Phúc tấn Hạ thị (con gái của Hạ Lục). Chết yểu.
13. Mô Cung (謨恭; 1735 – 1777), mẹ là Thứ Phúc tấn Hạ thị. Được phong làm Nhị đẳng Phụng quốc Tướng quân. Có hai con trai.
14. Mô Kinh (謨經; 1735 – 1770), mẹ là Thứ Phúc tấn Hàn thị. Được phong làm Tam đẳng Phụng quốc Tướng quân. Có một con trai.
15. Mô Điển (謨典; 1736 – 1793), mẹ là Trắc Phúc tấn Chu thị. Được truy phong Nhị đẳng Phụng quốc Tướng quân. Có một con trai.
16. Mô Thụy (謨瑞; 1736 – 1747), mẹ là Trắc Phúc tấn Hạ thị (con gái của Hạ Lục). Chết yểu.
17. Mô Quảng (謨廣; 1737 – 1766), mẹ là Trắc Phúc tấn Chu thị. Được phong làm Nhất đẳng Phụ quốc Tướng quân. Có một con trai.
18. Mô Thuận (謨順; 1737 – 1754), mẹ là Thứ Phúc tấn Hàn thị. Chết trẻ.
19. Mô Kiến (謨建; 1738 – 1741), mẹ là Trắc Phúc tấn Chu thị. Chết yểu.
20. Mô Hiện (謨顯; 1738 – 1788), mẹ là Thứ Phúc tấn Hạ thị. Được phong làm Nhị đẳng Phụ quốc Tướng quân (二等輔國將軍). Có một con trai.
21. Mô Huân (謨勳; 1739 – 1741), mẹ là Thứ Phúc tấn Cao thị. Chết yểu
22. Mô Linh (謨靈; 1740 – 1741), mẹ là Trắc Phúc tấn Lý thị. Chết yểu.
23. Mô Lượng (謨亮; 1740 – 1796), mẹ là Trắc Phúc tấn Hạ thị (con gái của Hạ Lục). Được phong làm Tam đẳng Trấn quốc Tướng quân. Có hai con trai.
24. Mô Hạo (謨浩; 1740 – 1744), mẹ là Thứ Phúc tấn Thân thị (con gái của Thân Đạt). Chết yểu.